# Бубеньево
Бубе́ньево — деревня в Торжокском районе Тверской области. Относится к Мирновскому сельскому поселению.
Население по переписи 2002 года — 437 человек, 215 мужчины, 222 женщины.
Расположена в 9 км к юго-востоку от города Торжка, в 1 км южнее посёлка Мирный (через автомагистраль «Москва — Санкт-Петербург», от которой до края деревни 800 м).
В 1,5 км к западу — деревня Спасс на реке Тверце.
Состоит из старой деревни и расположенного рядом бывшего ведомственного посёлка связистов (называемого «посёлок», «Бубеньево-2»). В 2005 году посёлок передан в муниципальную собственность.

## История
В первой половине XIX века сельцо Бубеньево Новоторжского уезда Тверской губернии, владелец — Паевский. В 1859 году — 11 дворов, 124 жителя. В конце XIX-начале XX века деревня Бубеньево относилась к Спасскому приходу Марьинской волости Новоторжского уезда. В 1884 — 18 дворов, 140 жителей.